# Palle Brunius
Paul (Palle) Gomer Brunius, född 5 november 1909 i Engelbrekts församling i Stockholm, död 13 maj 1976 i Oscars församling, var en svensk barnskådespelare, radioman och teaterchef. 
Brunius avlade fil.lic.examen i konsthistoria i Lund 1936 och anställdes samma år som regissör vid Sveriges Radio. Han var chef för Radioteatern 1957–1966 och därefter programdirektör till sin pensionering 1974. Han valdes till president i Internationella teaterinstitutet i Paris 1967 och samma år blev han riddare av Sankt Olavs orden.
Palle Brunius var son till skådespelaren och teaterchefen Pauline och regissören och teaterdirektören John W. Brunius samt bror till skådespelaren Anne-Marie Brunius. Han medverkade under sin uppväxt som skådespelare i filmer regisserade av sina föräldrar.

## Filmografi
- 1918 – Mästerkatten i stövlar
- 1919 – Synnöve Solbakken
- 1920 – Trollsländan
- 1920 – Ombytta roller
- 1920 – Gyurkovicsarna
- 1921 – Ryggskott
- 1921 – Lev livet leende
- 1924 – Herr Vinners stenåldersdröm
- 1925 – Karl XII
- 1925 – Karl XII/senare delen
- 1934 – Havets melodi

## Teater

### Roller (ej komplett)
| År   | Roll   | Produktion            | Regi            | Teater        |
| ---- | ------ | --------------------- | --------------- | ------------- |
| 1930 | Ainger | 18 år John Van Druten | Pauline Brunius | Oscarsteatern |

### Regi
| År   | Produktion            | Teater        |
| ---- | --------------------- | ------------- |
| 1931 | Peter Pan J.M. Barrie | Oscarsteatern |

## Radioteater

### Roller
| År   | Produktion                            | Upphovsmän      |
| ---- | ------------------------------------- | --------------- |
| 1954 | Pojken med kärran The Boy With a Cart | Christopher Fry |